# Pruslas

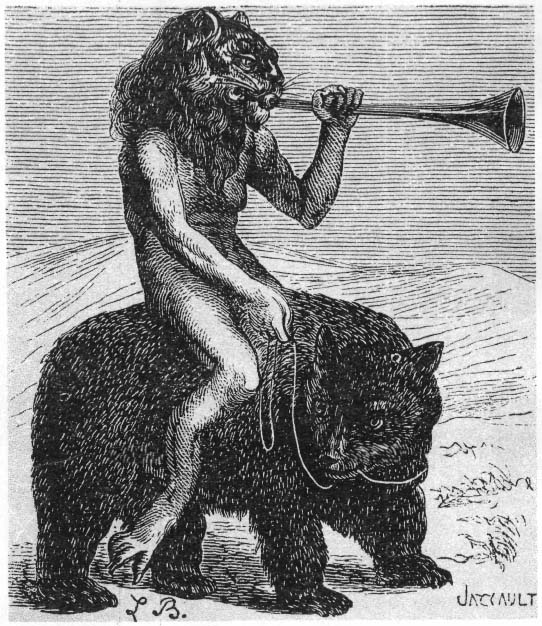
Pruflas in un'illustrazione.

In demonologia, e secondo Johann Weyer nel suo Pseudomonarchia Daemonum, Pruflas (anche chiamato Pruslas o Bufas), è il quarto Principe e duca dell'Inferno e comanda 26 legioni infernali. È spesso visto al servizio di Astaroth, e, a volte, è subordinato anche di Satana, come seduttore e ingannatore delle donne. È portatore di discordia e di guerre tra gli uomini.